# 923
| [ Edytuj tabelę ]          |                                                                  |
| Król Anglii                | - 899 Edward Starszy 924                                         |
| Hrabia Aragonii            | - 922 Andregota Galíndez 972                                     |
| Król Armenii               | - 913 Aszot II Żelazny 928                                       |
| Hrabia Barcelony           | - 911 Sunyer I 947                                               |
| Książę Bawarii             | - 907 Arnulf 937                                                 |
| Książę Burgundii           | - 921 Rudolf 923 - 923 Hugo Czarny 952                           |
| Cesarz Bizancjum           | - 913 Konstantyn VII Porfirogeneta 959 - 919 Roman I Lekapen 944 |
| Car Bułgarii               | - 913 Symeon I 927                                               |
| Cesarz Chin                | - 923 Li Cunxu 926                                               |
| Książę Czech               | - 921 Wacław I Święty 935                                        |
| Król Franków zachodnich    | - 922 Robert I 923 - 923 Rudolf I Burgundzki 936                 |
| Cesarz Japonii             | - 897 Daigo 930                                                  |
| Kalif                      | - 908 Al-Muqtadir 932                                            |
| Hrabia Kastylii            | - 923 Ferdinand Gonzalez 970                                     |
| Król Khmerów               | - 922 Iszanawarman II 928                                        |
| Wielki książę Kijowa       | - 912 Igor Rurykowicz 945                                        |
| Patriarcha Konstantynopola | - 912 Mikołaj I Mistyk 925                                       |
| Władca Korei               | - 918 T’aejo 943                                                 |
| Król Leónu                 | - 914 Ordoño II 924                                              |
| Król Nawarry               | - 905 Sancho I 926                                               |
| Król Norwegii              | - 872 Harald Pięknowłosy 930                                     |
| Papież                     | - 914 Jan X 928                                                  |
| Cesarz rzymski             | - 915 Berengar 924                                               |
| Książę Saksonii            | - 912 Henryk I Ptasznik 936                                      |
| Król Szkocji               | - 900 Konstantyn II 943                                          |
| Doża Wenecji               | - 912 Orso II Partecipazio 932                                   |
| Książę Węgier              | - 907 Zoltán 947                                                 |

Rok 923 / CMXXIII
stulecia: IX wiek ~
X wiek ~
XI wiek

lata: 913 «
918 «
919 «
920 «
921 «
922 «
923
» 924
» 925
» 926
» 927
» 928
» 933

## Wydarzenia
- 15 czerwca – doszło do bitwy pod Soissons podczas wojny domowej w królestwie Franków.
- Książę Burgundii Rudolf I został królem zachodniofrankijskim.
- Król Italii Berengar I pokonany pod Fiorenzuola przez władcę Górnej Bungurdii Rudolfa.
- Fernan Gonzalez księciem Kastylii, który uniezależnił się od królestwa Leonu.

## Zmarli
- Jiufeng Daoqian – chiński mistrz chan (ur. ?)
- Longya Judun – chiński mistrz chan ze szkoły caodong (ur. 835)
- 15 czerwca – Robert I, król Franków Zachodnich (ur. ok. 865)